# Acker Bilk
Bernard Stanley "Acker" Bilk (Pensford, nabij Bristol, (Somerset), 28 januari 1929 — Bath, 2 november 2014) was een Engels klarinettist in de dixieland-jazz. Kenmerkend voor hem waren een sikje, bolhoed, gestreept vest en zijn volle, vibratorijke, lagereregisterklarinetstijl. Hij was ook bekend onder zijn artiestennaam Mr. Acker Bilk.

## Jeugdjaren
De bijnaam Acker is het zuidwestelijk Engels slang voor 'vriend' of 'kameraad'. Zijn ouders probeerden hem piano te laten leren, maar als jongen ging zijn interesse meer naar buitenactiviteiten zoals voetbal. In een gevecht op school verloor hij twee tanden en bij een ongeval met het rodelen verloor hij de helft van een vinger, en die twee voorvallen hebben volgens Bilk zijn uiteindelijke klarinetstijl beïnvloed.
Na zijn schooltijd werkte hij drie jaar in een sigarettenfabriek in Bristol. Vervolgens voerde hij zijn militaire dienst uit. In die periode leerde Bilk de klarinet kennen via zijn vriend, de sappeur John Britten, die het instrument tweedehands had gekocht maar het niet erg nuttig vond. Het riet ontbrak en Britten had dat opgelost door in plaats daarvan een stukje afvalhout te gebruiken.

## Muzikale carrière
Na zijn legerdienst ging Bilk werken bij de smederij van een oom. Tijdens de avonden speelde hij muziek met vrienden, aanvankelijk in Bristol. In 1951 verhuisde hij naar Londen, waar hij in een bandje speelde met Kenneth Colyer. Bilk voelde zich niet thuis in Londen en richtte in zijn thuisstad Bristol de Paramount Jazz Band op. Dankzij hun vertegenwoordiger konden zij zes maanden lang in Düsseldorf spelen in een biercafé. Daar ontwikkelde Bilk met zijn band de stijl die hem bekend gemaakt heeft. Bij terugkomst in Groot-Brittannië ging Bilk spelen in de Londense jazzclubscene en zo werd hij deel van de traditionele jazz die in de late jaren 1950 opgang maakte. In die tijd werd hij al Mister Acker Bilk genoemd. In de jaren 1960 schreef Bilk verschillende nummers met pianist Dave Collett. Zo bereikte hij de vijfde plaats in de Britse hitparade en elf hits in de top 50.
Acker Bilk werd pas een internationale ster nadat hij zijn muziekband uitbreidde en in 1962 een eigen nummer uitbracht. Na de geboorte van zijn dochter Jenny, schreef hij een nummer voor haar. Dat nummer werd gebruikt voor de Britse televisieserie Stranger on the Shore. Daardoor bleef het nummer 55 weken lang in de Britse hitlijsten en kwam het ook in de Amerikaanse hitlijsten terecht. Er werden meer dan een miljoen exemplaren van verkocht en het nummer werd bekroond met een gouden plaat. Het was het begin van een grote internationale carrière voor Acker Bilk.
Zijn succes kende pas een terugloop toen de Britse rock-'n-roll populair begon te worden vanaf 1964, waardoor Bilk eerder in het cabaretcircuit terechtkwam. Toch scoorde hij nog een hit met Aria in 1976. In 1977 speelde hij tijdens een intermezzo voor het Eurovisiesongfestival. Andere grote successen waren nog zijn album Evergreen, uitgebracht in 1978. Begin jaren 80 werd het nummer Stranger On The Shore opnieuw gebruikt, ditmaal in de soundtrack van de filmbiografie van countrylegende Patsy Cline. In 2001 werd Acker Bilk onderscheiden met een benoeming tot Lid in de Orde van het Britse Rijk. In 2012 werd Bilks nummer Aria de muzikale rode draad in een Poolse film. De meeste van zijn klassieke albums met de Paramount Jazz Band zijn nog steeds beschikbaar.
Bilk wordt wel de grootmeester van de klarinet genoemd. Zijn klarinetgeluid en stijl is vergelijkbaar met die van Amerikaanse jazzmuzikanten als Benny Goodman, Artie Shaw en Russell Procope. Het nummer Stranger On The Shore werd een standaardnummer in de jazz, maar blijft ook in de populaire muziek geliefd.
Acker Bilk trad tot op hoge leeftijd nog op met de Paramount Jazz Band.

## Privéleven
Acker Bilk trouwde met Jean, een meisje dat hij al uit zijn kindertijd kende. Het echtpaar had twee kinderen.
In 2000 werd bij Bilk keelkanker vastgesteld. Sindsdien onderging hij nog verschillende operaties, onder andere voor blaaskanker en kreeg hij ook een kleine beroerte. Uiteindelijk is hij op 85-jarige leeftijd overleden. Hij is begraven aan de All Saints Churchyard in Bath.

## Discografie (selectie)
- Stranger on the Shore, 1961
- Taste of Honey, EMI, 1963
- Acker Bilk in Holland, Wim Wigt/Timeless Records, 1984/2000
- It Looks Like a Big Time Tonight (met Ken Colyer), Stomp Off, 1985
- All That Jazz (compilatieplaat met opnames van Bilk, Kenny Ball en Chris Barber), Kaz, 1994

### NPO Radio 2 Top 2000
Van Acker Bilk stond alleen Stranger on the shore in 2000 in de NPO Radio 2 Top 2000, op plek 1979.